# 旭化成不動産レジデンス
旭化成不動産レジデンス株式会社（あさひかせいふどうさんレジデンス）は、日本の不動産会社。
旭化成ホームズと共に旭化成グループの住宅セグメントを担い、都市部を中心に賃貸マンション（ヘーベルメゾン）の運用・管理などの賃貸事業、都市開発や分譲マンション・マンション建替えなどの開発事業、ヘーベルハウスなどの不動産の売買仲介を展開する。

## 沿革
- 1994年 - 旭化成不動産販売株式会社として設立。
- 2003年 - 旭化成不動産株式会社に社名変更。
- 2008年 -「アトラス江戸川アパートメント」がグッドデザイン賞受賞。
- 2009年 -「アトラス国領」「アトラス野毛山」がグッドデザイン賞ダブル受賞[1]。
- 2011年
  - 旭化成ホームズより不動産開発事業の移管を受け、旭化成不動産レジデンス株式会社に社名変更[2]。
  - 旭化成不動産コミュニティ株式会社設立、マンション管理事業を移管[3]。
- 2013年
  - 旭化成賃貸サポート株式会社を設立。
  - マンション建替え研究所がグッドデザイン賞を受賞[4]。
- 2014年
  - マンション建替え研究所の広告が日経広告賞　建設・不動産部門の最優秀賞を受賞。
  - 常設タイプの都市型マンションギャラリー「アトラスコレクション御茶ノ水」開設。
- 2015年 -「アトラス調布」がグッドデザイン賞受賞。
- 2016年
  - 都内で2箇所目となる常設マンションギャラリー「アトラスコレクション新宿」開設。
  - 「アトラス調布」が都市景観大賞（国土交通大臣賞）を受賞。
- 2017年
  - 旭化成初のサービスアパートメント「ヘーベルSTAY代官山」オープン。
  - 分譲マンションATLASによる都市再生「センティックデザイン」がグッドデザイン賞受賞。
  - 商業床の保有事業を開始（町田駅前商業ビルの建替え事業着工）。
- 2018年
  - 九州初のマンション建替え「アトラス上熊本」着工。
  - 「アトラスコレクション新宿」が移転しリニューアルオープン（御茶ノ水と統合）
- 2019年 - 賃貸管理戸数10万戸達成
- 2020年 -「アトラス品川中延」が「ジャパン・レジリエンス・アワード2020」グランプリ受賞。
- 2021年
  - 「アトラス上熊本」が「ジャパン・レジリエンス・アワード2021」最優秀賞を受賞。
  - 常設型マンションギャラリー「アトラスギャラリー渋谷」オープン
  - 収益型開発事業開始（「銀座柳通りビル」信託受益権取得）。
  - 「宮益坂ビルディング　ザ・渋谷レジデンス」および「アトラス荻窪大田黒公園」がグッドデザイン賞を受賞。
- 2022年
  - 「あちてらす倉敷（アトラス倉敷　ル・サンク）」が「ジャパン・レジリエンス・アワード2022」グランプリを受賞。
  - 「アトラス築地」が「ジャパン・レジリエンス・アワード2022」最優秀賞を受賞。

## 主な分譲実績
- 中目黒アトラスタワー
- アトラス江戸川アパートメント
- アトラス野毛山
- アトラス白山ホワイトヒルズ
- アトラスタワー六本木
- アトラスタワー北千住
- N.Y.T.アトラスタワー西新宿
- マークフロントタワー曳舟
- ステーションガーデンタワー
- ステーションプラザタワー
- アトラス四谷レジデンス
- アトラスタワー小石川
- アトラスタワー茗荷谷
- アトラスタワー曳舟
- アトラス日本橋鞍掛
- アトラス四谷本塩町
- アトラスタワー向ヶ丘遊園
- アトラス日暮里
- アトラス日暮里イーストレジデンス
- アトラス日暮里ウエストレジデンス
- アトラス日暮里ブライドコート
- アトラス日暮里マスターコート
- アトラス日暮里グレイスコート
- アトラスブランズタワー三河島
- アトラス千代田御茶ノ水
- アトラス中野南台
- アトラス本郷3丁目
- アトラス荻窪大田黒公園
- アトラス加賀
- アトラス品川中延
- アトラス西日暮里道灌山
- ブリリアシティ石神井公園アトラス
- アトラス築地
- アトラスタワー白金レジデンシャル
- アトラス青山レジデンシャル
- 宮益坂ビルディング・ザ・渋谷レジデンス (宮益坂ビルディング）
- アトラス文京小石川
- アトラス恵比寿景丘
- アトラスシティ世田谷船橋
- アトラスタワー五反田 - 積水ハウス地面師詐欺事件の舞台となった地。

## ニュース
- 旭化成不動産レジデンスに是正要求＝賃貸契約で指針逸脱―国交省(2015年6月)

## 関連会社
- 旭化成
- 旭化成ホームズ
- 旭化成不動産コミュニティ株式会社
- 旭化成不動産サポート株式会社
- 旭化成リフォーム株式会社
- 旭化成ホームズフィナンシャル株式会社
- 旭化成設計株式会社
- 旭化成住宅建設株式会社
- 旭化成住工株式会社
- 旭化成ライフライン株式会社
- 旭化成ホームズ少額短期保険株式会社
- AJEX株式会社
- 旭化成リモデリング株式会社
- 株式会社コネプラ